# Заколенье
Заколенье — деревня в северной части Порховского района Псковской области. Входит в состав сельского поселения «Дубровенская волость».
Расположена в 34 км к северо-востоку от города Порхов и в 10 км к востоку от волостного центра, села Павы, на левом берегу реки Ситня (приток Шелони).
До революции в деревне располагались кожевенный завод, мельница, зернохранилище и кузница. В конце 90-х упразднили телятник. В 00-х конюшню.
Численность населения деревни по состоянию на 2000 год составляла 22 жителей.
На апрель 2025 года в деревне проживает 1 человек, зарегистрированы 2 человека.
До 3 июня 2010 года деревня входила в состав ныне упразднённой Берёзовской волости, а до 26 марта 2015 года была в составе упраздненной Павской волости.